# Moxico (tỉnh)
Moxico là tỉnh lớn nhất của Angola, giáp biên giới với tỉnh Katanga của CHDC Congo và các tỉnh Bắc-Tây Zambia và Tây Zambia của Zambia. Tỉnh này có diện tích 223.023 km² và dân số khoảng 230.000 người. Luena là tỉnh lỵ.
Moxico là nơi sinh của lãnh đạo nổi dậy UNITA Jonas Savimbi. Moxico sau này là một trong các căn cứ hoạt động chính của Savimbi trong cuộc nội chiến Angola.
Moxico có vườn quốc gia Cameia ở đô thị Cameia.
Các đô thị ở Moxico gồm:
- Alto Zambeze
- Bundas
- Camanongue
- Cameia
- Léua
- Luau
- Luacano
- Luchazes
- Moxico (đô thị)